# Actorthia khedivialis
Actorthia khedivialis är en tvåvingeart som först beskrevs av Becker 1912.  Actorthia khedivialis ingår i släktet Actorthia och familjen stilettflugor.
Artens utbredningsområde är Egypten. Inga underarter finns listade i Catalogue of Life.